# E1 (colonie israélienne)

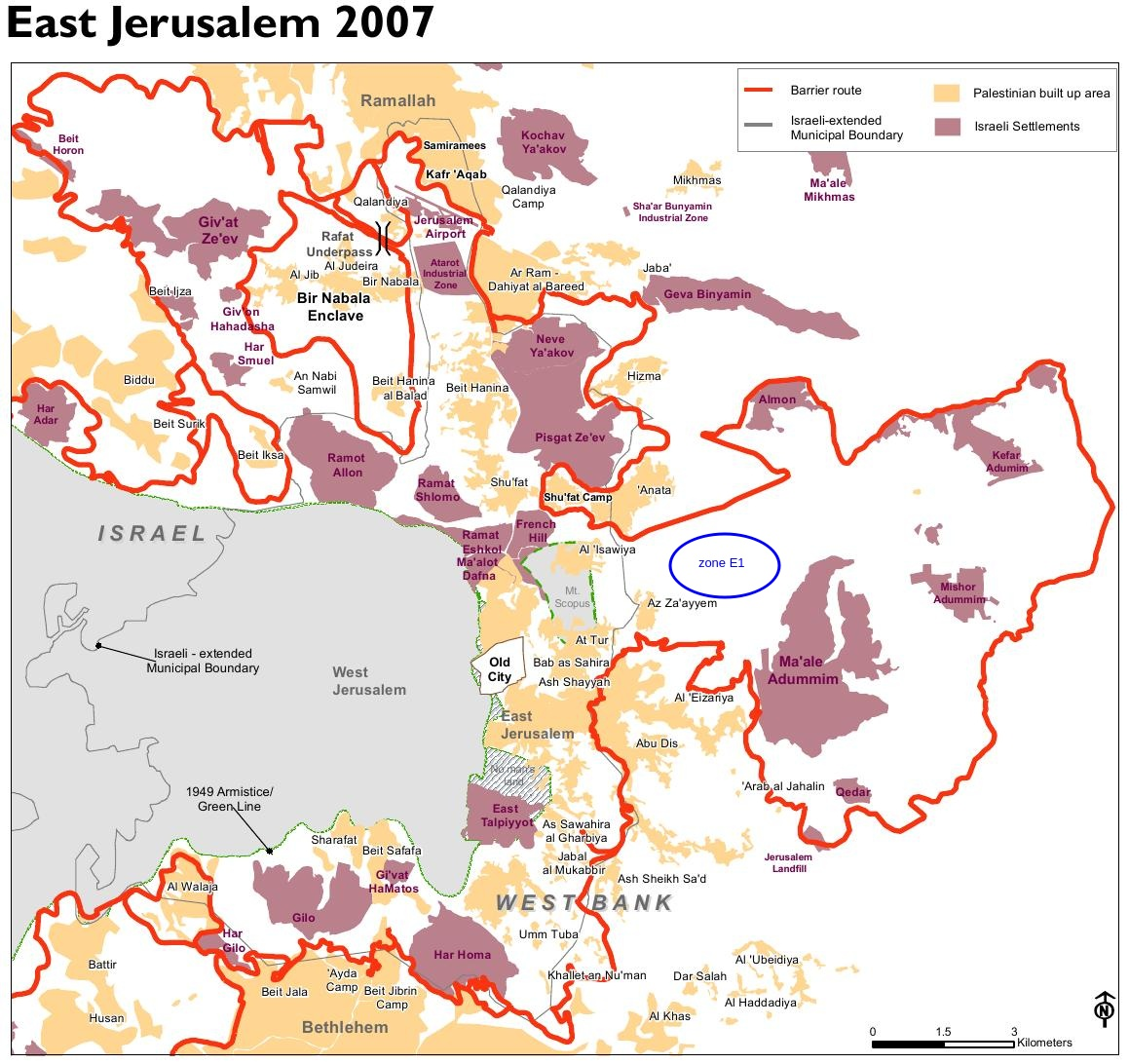
Emplacement approximatif de la zone E1 (en bleu) sur une carte comportant Jérusalem et Maale Adumim.

E1 est un projet de colonialisation d'un territoire de 12 km2 situé à l'ouest de Ma'aleh Adumim et proche de Jérusalem. Le projet de construction de 3 000 logements dans cette zone, annoncé en 2012, est critiqué par la communauté internationale qui voit un moyen d'isoler géographiquement les villes palestiniennes et de relier directement Maaleh Adumim et Jérusalem.
Le 30 mars 2025, le gouvernement de Benyamin Netanyahou annonce la construction de nouvelles routes visant à renforcer la colonisation dans la zone de l'E1. Le projet consiste notamment à diriger les Palestiniens de cette zone vers un chemin parallèle à la route actuelle, afin de rejoindre certains villages. L'ONG israélienne La paix maintenant dénonce une « nouvelle route d'apartheid ».